# Lijst van nummer 1-hits in de 3FM Mega Top 50 in 2011
Deze hits stonden in 2011 op nummer 1 in de Mega Top 50, de hitlijst van de Nederlandse radiozender 3FM.
| Datum        | Artiest                       | Titel                                |
| ------------ | ----------------------------- | ------------------------------------ |
| 1 januari    | Martin Solveig & Dragonette   | Hello                                |
| 8 januari    | Martin Solveig & Dragonette   | Hello                                |
| 15 januari   | Martin Solveig & Dragonette   | Hello                                |
| 22 januari   | Ben Saunders                  | Kill for a broken heart              |
| 29 januari   | Adele                         | Rolling in the deep                  |
| 5 februari   | Adele                         | Rolling in the deep                  |
| 12 februari  | Adele                         | Rolling in the deep                  |
| 19 februari  | Lady Gaga                     | Born this way                        |
| 26 februari  | Adele                         | Rolling in the deep                  |
| 5 maart      | Adele                         | Rolling in the deep                  |
| 12 maart     | Adele                         | Rolling in the deep                  |
| 19 maart     | Adele                         | Set fire to the rain                 |
| 26 maart     | Adele                         | Set fire to the rain                 |
| 2 april      | Alexis Jordan                 | Happiness                            |
| 9 april      | Glennis Grace                 | Afscheid                             |
| 16 april     | Alexis Jordan                 | Happiness                            |
| 23 april     | Alexis Jordan                 | Happiness                            |
| 30 april     | Alexis Jordan                 | Happiness                            |
| 7 mei        | Alexis Jordan                 | Happiness                            |
| 14 mei       | Alexis Jordan                 | Happiness                            |
| 21 mei       | Alexis Jordan                 | Happiness                            |
| 28 mei       | Alexis Jordan                 | Happiness                            |
| 4 juni       | Alexis Jordan                 | Happiness                            |
| 11 juni      | Coldplay                      | Every teardrop is a waterfall        |
| 18 juni      | Rochelle                      | No air                               |
| 25 juni      | Sak Noel                      | Loca people (la gente esta muy loka) |
| 2 juli       | Sak Noel                      | Loca people (la gente esta muy loka) |
| 9 juli       | Sak Noel                      | Loca people (la gente esta muy loka) |
| 16 juli      | Maroon 5 & Christina Aguilera | Moves like Jagger                    |
| 23 juli      | Don Omar & Lucenzo            | Danza kuduro                         |
| 30 juli      | Don Omar & Lucenzo            | Danza kuduro                         |
| 6 augustus   | Don Omar & Lucenzo            | Danza kuduro                         |
| 13 augustus  | Don Omar & Lucenzo            | Danza kuduro                         |
| 20 augustus  | Don Omar & Lucenzo            | Danza kuduro                         |
| 27 augustus  | Nick & Thomas                 | Sterker nu dan ooit                  |
| 3 september  | Gotye & Kimbra                | Somebody that I used to know         |
| 10 september | Gotye & Kimbra                | Somebody that I used to know         |
| 17 september | Coldplay                      | Paradise                             |
| 24 september | Gotye & Kimbra                | Somebody that I used to know         |
| 1 oktober    | The voice of Holland          | One thousand voices                  |
| 8 oktober    | Gotye & Kimbra                | Somebody that I used to know         |
| 15 oktober   | Gotye & Kimbra                | Somebody that I used to know         |
| 22 oktober   | Gotye & Kimbra                | Somebody that I used to know         |
| 29 oktober   | Gers Pardoel                  | Ik neem je mee                       |
| 5 november   | Gotye & Kimbra                | Somebody that I used to know         |
| 12 november  | Gotye & Kimbra                | Somebody that I used to know         |
| 19 november  | Gotye & Kimbra                | Somebody that I used to know         |
| 26 november  | Gotye & Kimbra                | Somebody that I used to know         |
| 3 december   | Gotye & Kimbra                | Somebody that I used to know         |
| 10 december  | Gers Pardoel                  | Ik neem je mee                       |
| 17 december  | Gotye & Kimbra                | Somebody that I used to know         |
| 24 december  | Gotye & Kimbra                | Somebody that I used to know         |
| 31 december  | Studio Killers                | Ode to the bouncer                   |